# 沿岸州 (トーゴ)

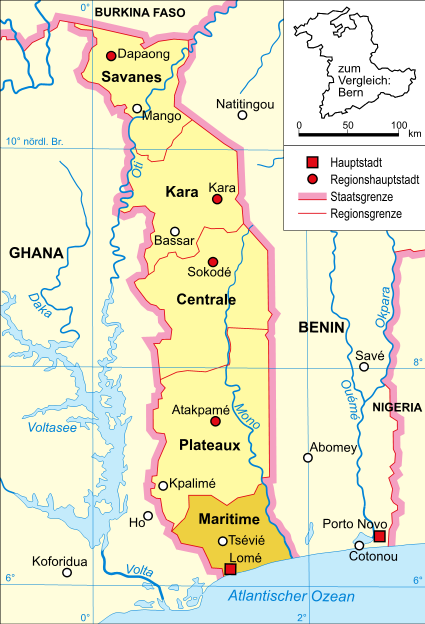

沿岸州（えんがんしゅう、フランス語: région maritime）はトーゴの行政区画。

## 概要
沿岸州は、トーゴの5つある州のうち最南端に存在する州であり、国で唯一のベニン湾に面する海岸線を有する州である。州都のロメ(Lomé)は州都であると同時に首都でもある。トーゴの5つの州の中で最も面積が狭いが、最多の人口を擁している。ロメの他、主要な都市としてツェヴィエ(Tsévié)、アネホ(Aného)がある。

## 隣接州
沿岸州は高原州の南に位置している。西にはガーナのヴォルタ州、北東にはベナンのクッフォ県、南東にはベナンのモノ県と国境を接している。

## 関連項目

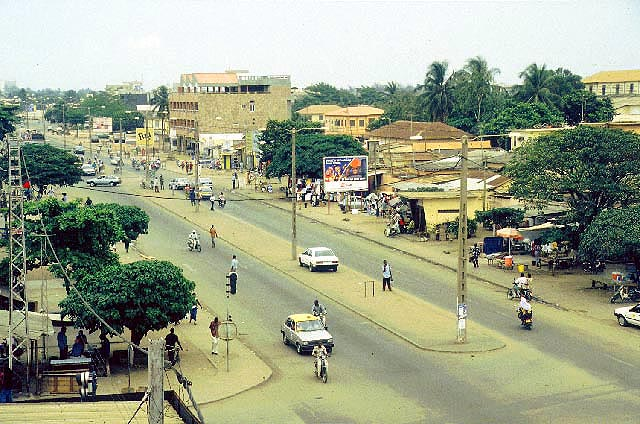
ロメ市内

## 中央州の下部行政区画

### 県(Préfecture)

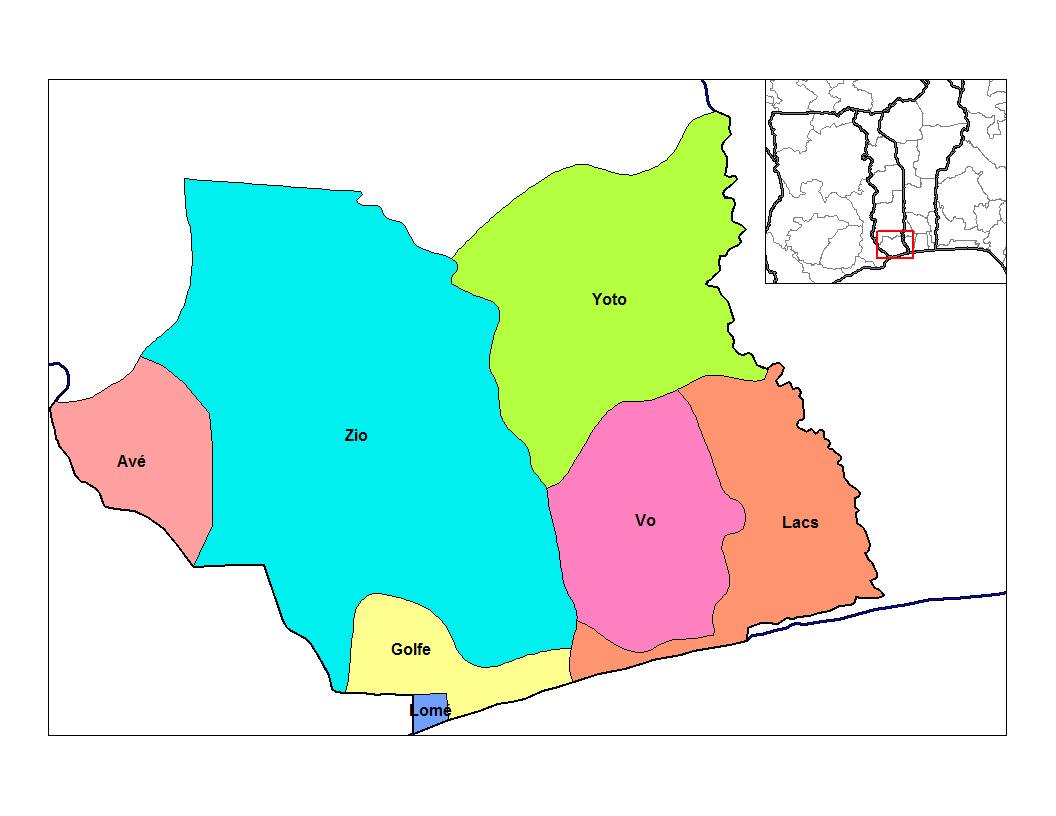
沿岸州の県

- Golfe
- Lacs
- Lomé
- Vo
- Yoto
- Zio